# Fakhri Ismail
Fakhri Ismail, född 6 mars 1991, är en friidrottare från Brunei. Han deltog vid olympiska sommarspelen 2016.